# Casa al carrer Flavià, 12 (Valls)
La Casa al carrer Flavià, 12 és una obra de Valls (Alt Camp) protegida com a Bé Cultural d'Interès Local.

## Descripció
Es tracta d'una casa situada entre mitgeres i de quatre altures, planta baixa i tres pisos. Es troba molt modificada, sobretot a la planta baixa, on presenta un arrebossat de ciment. La resta de la façana es caracteritza per la construcció típica popular, de maons i representant tridimensionalment la forma d'una parcel·la molt allargada.